# پیر-آمبرواز بوس
پیر-آمبرواز بوس (فرانسوی: Pierre-Ambroise Bosse‎؛ زادهٔ ۱۱ مهٔ ۱۹۹۲) ورزشکار دو و میدانی اهل فرانسه است. وی در مسابقات کشوری و بین‌المللی در مجموع برندهٔ ۱ مدال طلا و ۱ مدال برنز شده‌است.